# كفر فالوس
كفرفالوس هي إحدى القرى اللبنانية من قرى قضاء جزين في محافظة الجنوب.